# Culinária da Tunísia

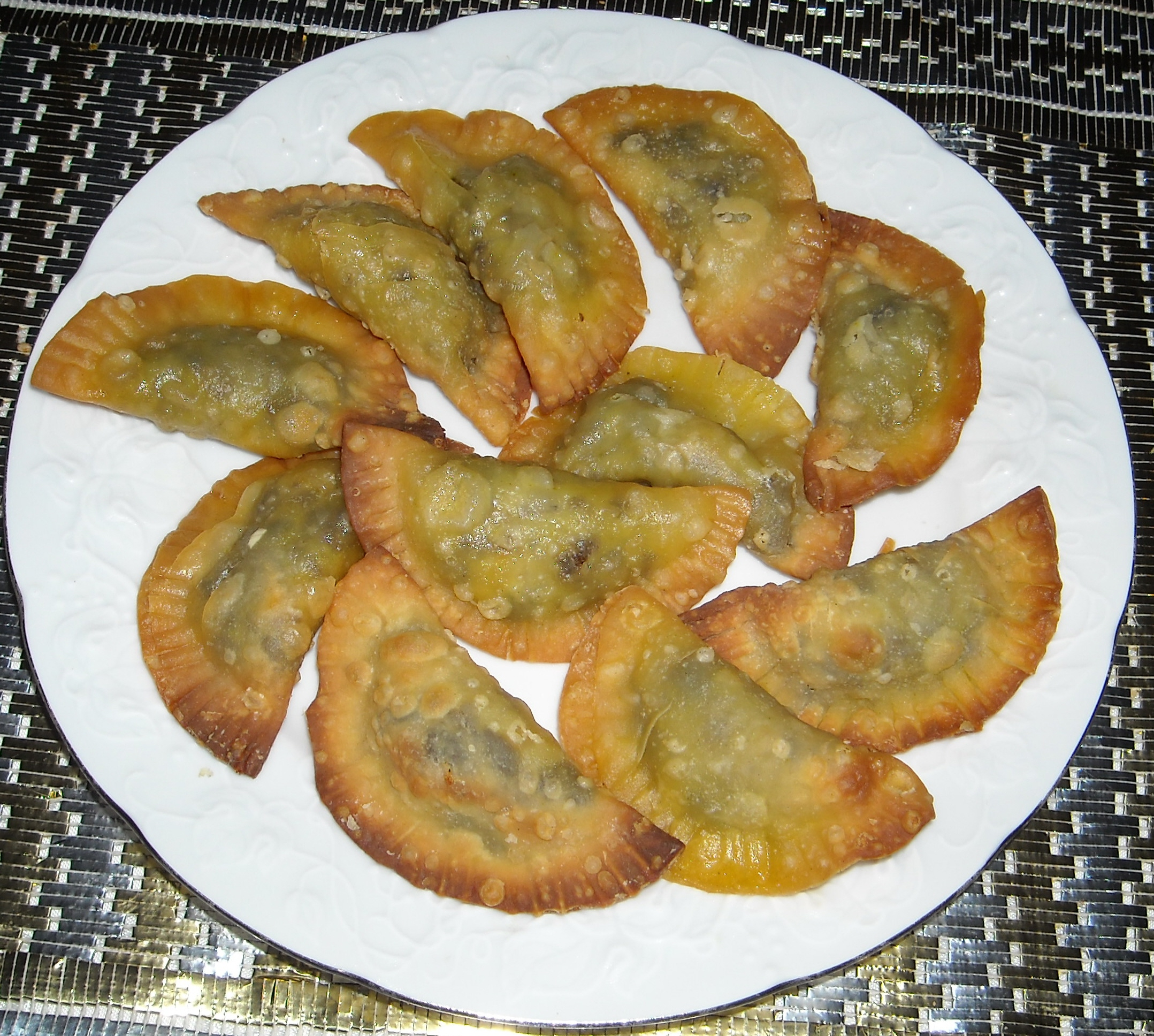
Brik

A gastronomia da Tunísia é muito rica e variada e conta com especialidades de diversas origens, resultado dos diferentes povos que a ocuparam, como os berberes, andaluzes, persas, turcos e egípcios. A culinária da Tunísia recebe influência da cozinha francesa, grega e árabe.
A entrada de uma refeição típica é composta por uma salada de tomate e alface, pepinos com coalhada e um pastel chamado "brik". Em boa parte do litoral costuma-se servir a "chorba", uma sopa de peixe com tomate. Lablabi é uma sopa de grão-de-bico, igualmente popular. A carne de carneiro é também básica na mesa tunisiana.
Na capital, Tunis, é comum servir de entrada o pão e a harissa, uma pasta de pimenta vermelha com com alho, cominho, coentro, alcaravia e azeite.

## Comidas típicas da Tunísia

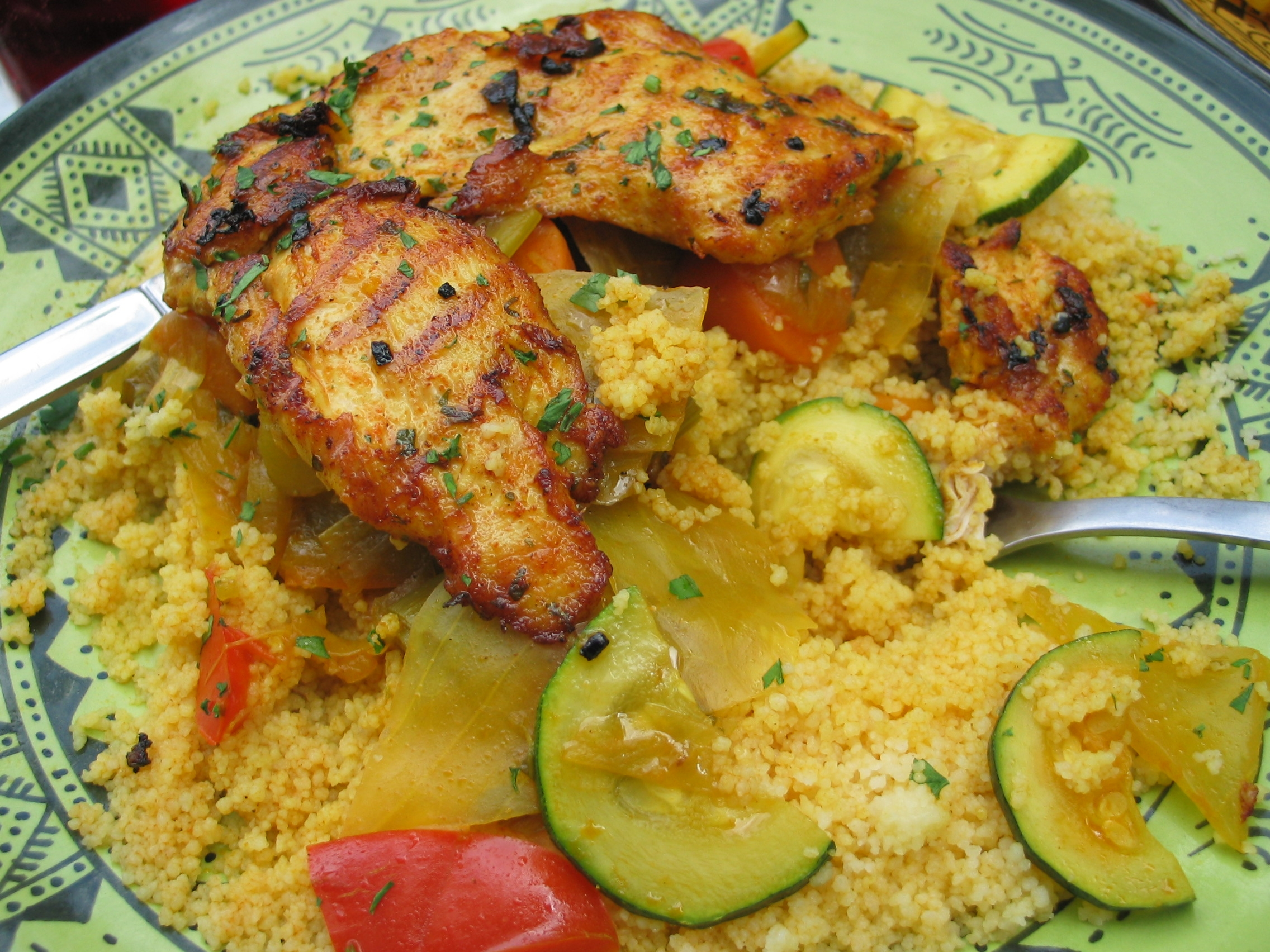
Couscous poulet
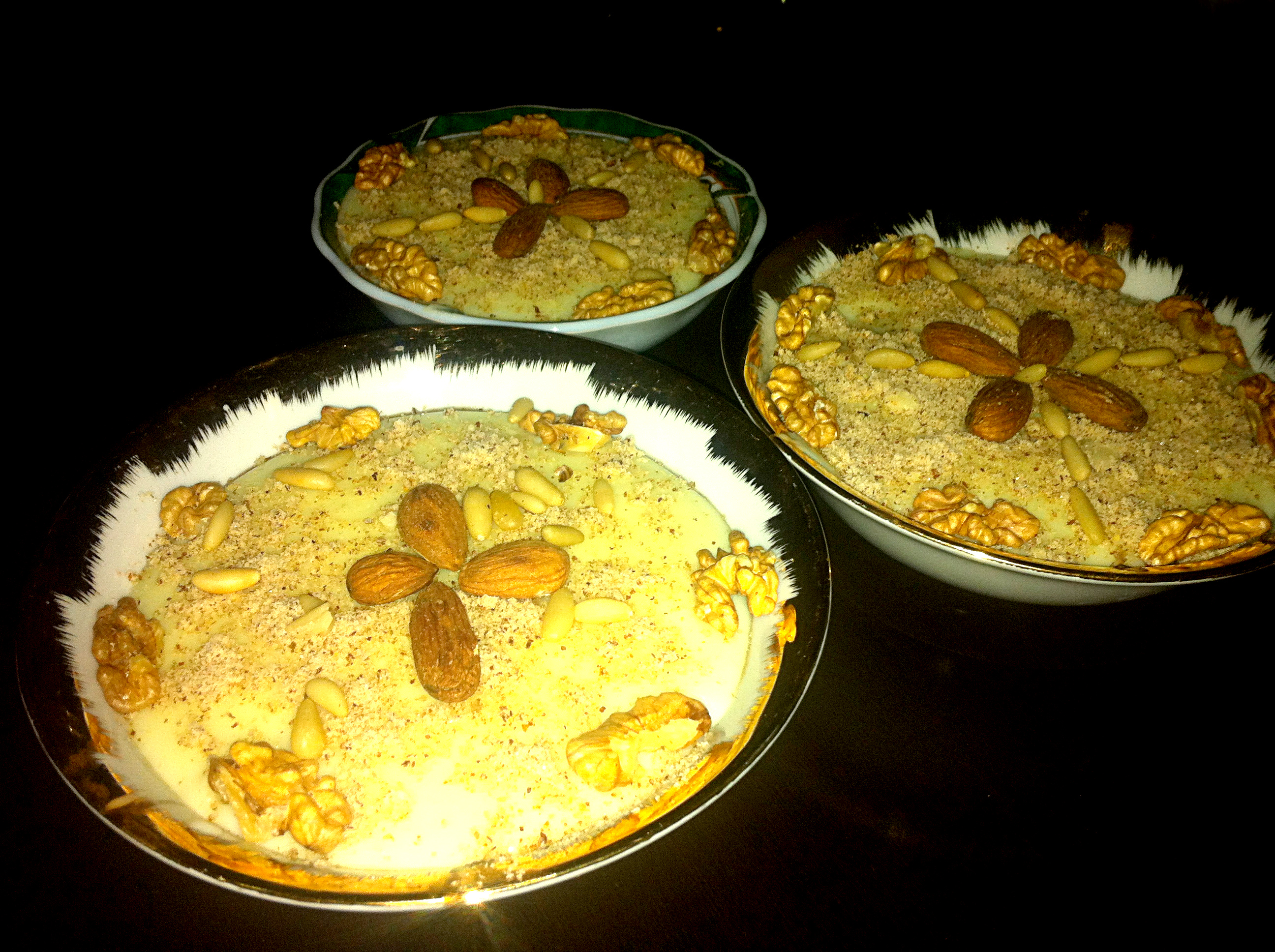
Assidat zgougou
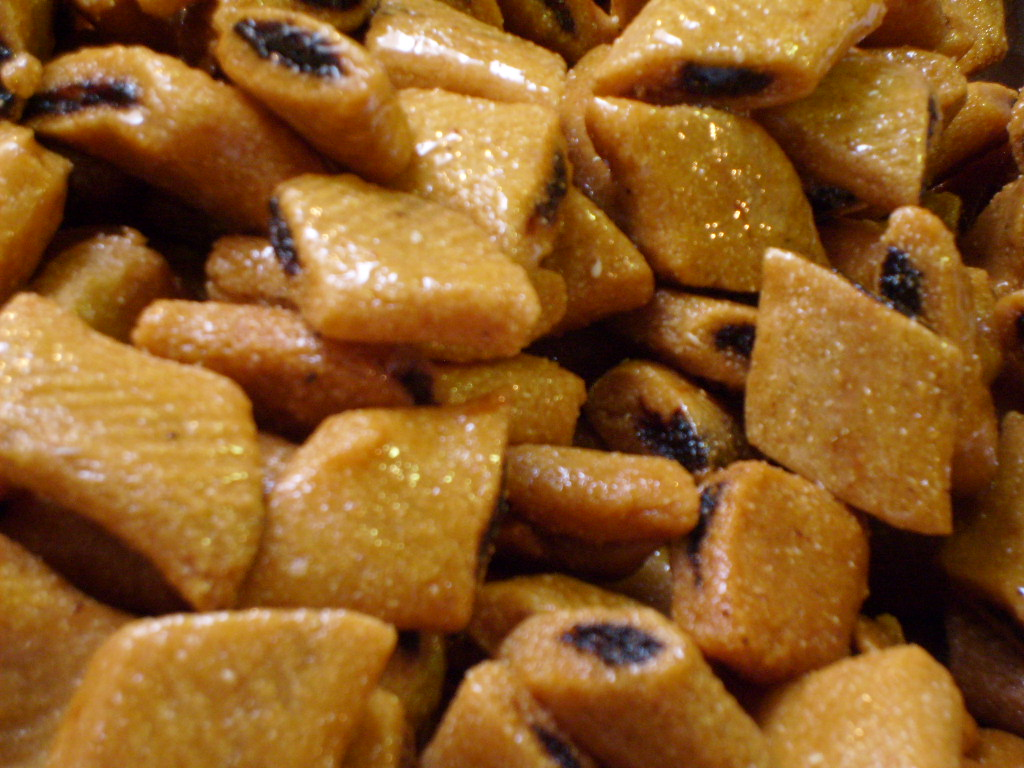
Makroud

As tâmaras frescas fazem igualmente parte da culinária tunisiana.